# Pendule de Foucault
Pour le livre d'Umberto Eco, voir Le Pendule de Foucault.

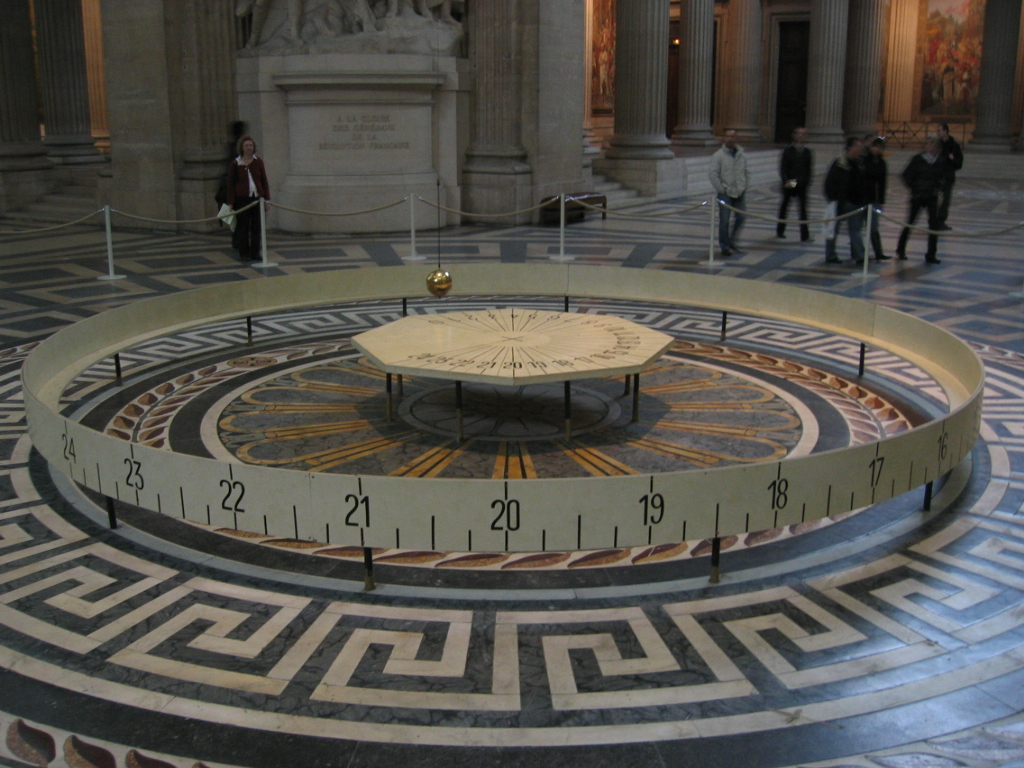
Pendule de Foucault du Panthéon de Paris.

Le pendule de Foucault, du nom du physicien français Léon Foucault, est un dispositif expérimental conçu pour mettre en évidence la rotation de la Terre par rapport à un référentiel galiléen. Le résultat de l'expérience dans le référentiel non galiléen lié à un observateur terrestre s'explique par l'effet de la force de Coriolis.

## Historique
« […] les académiciens de Florence avaient observé, vers 1660, le déplacement du plan d'oscillation du pendule. Mais ils ignoraient la cause de ce déplacement. Le physicien français, au contraire, avait prévu qu'il devait avoir lieu comme conséquence du mouvement de la Terre. C'est en voyant une tige cylindrique fixée dans le prolongement de l'arbre d'un tour, osciller dans un plan fixe pendant la rotation de l'arbre, qu'il conçut la possibilité de prouver le mouvement de la Terre au moyen du pendule. »

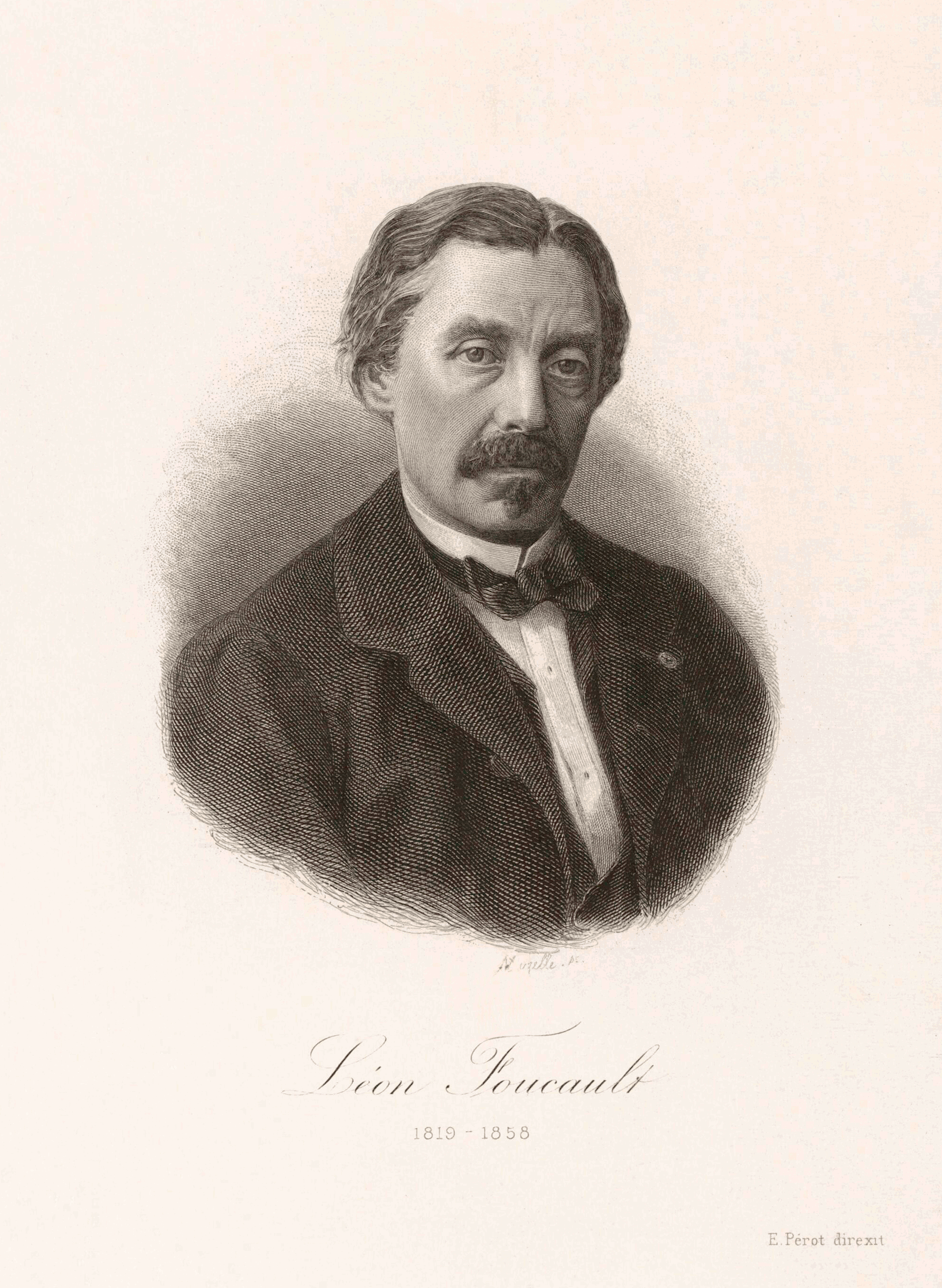
Léon Foucault (1819-1868).

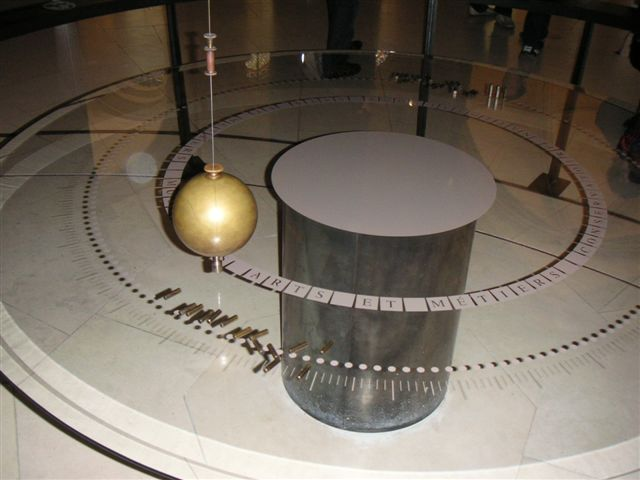
Pendule de Foucault du musée des Arts et métiers de Paris.

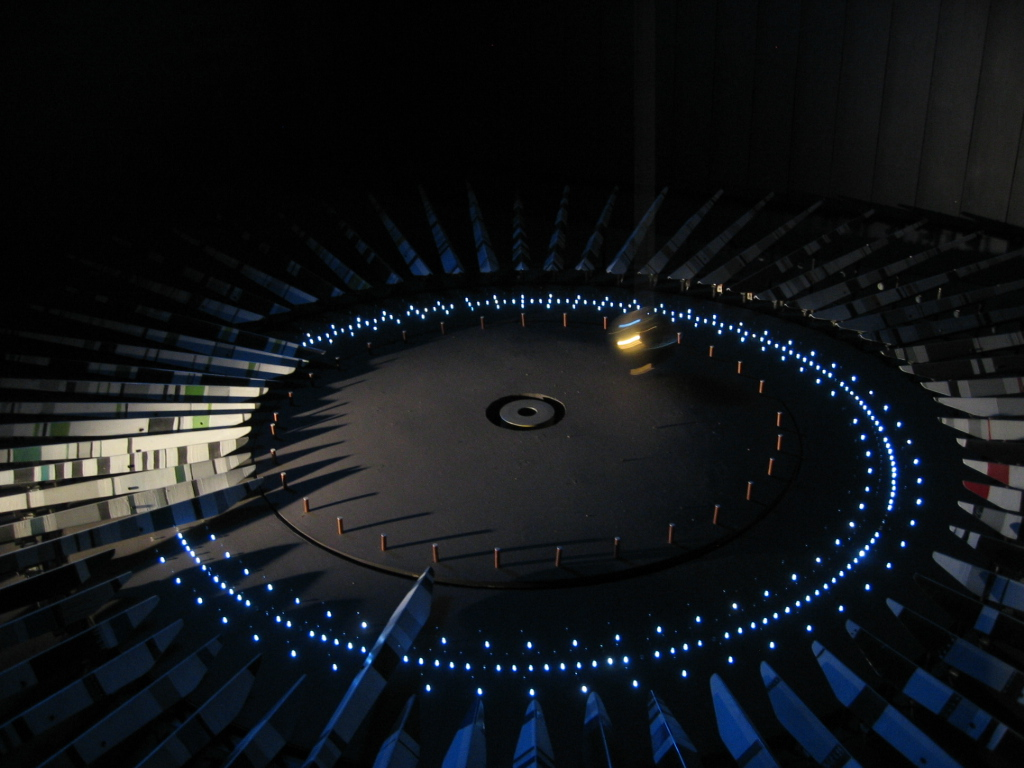
Pendule de Foucault du musée du Temps de Besançon.

— Pierre-Adolphe Daguin, Traité élémentaire de physique théorique et expérimentale : avec les applications à la météorologie et aux arts industriels., vol. 1, Toulouse, Paris, Edouard Privat, Dezobry & E. Magdeleine, 1861, 2e éd. (1re éd. 1855), 652 p., 4 vol. : fig. ; in-8 (BNF 30295085, lire en ligne sur Gallica), chap. 3 (« Intensité de la pesenteur - Pendule - Rotation de la terre prouvée au moyen du pendule. »), p. 108-109

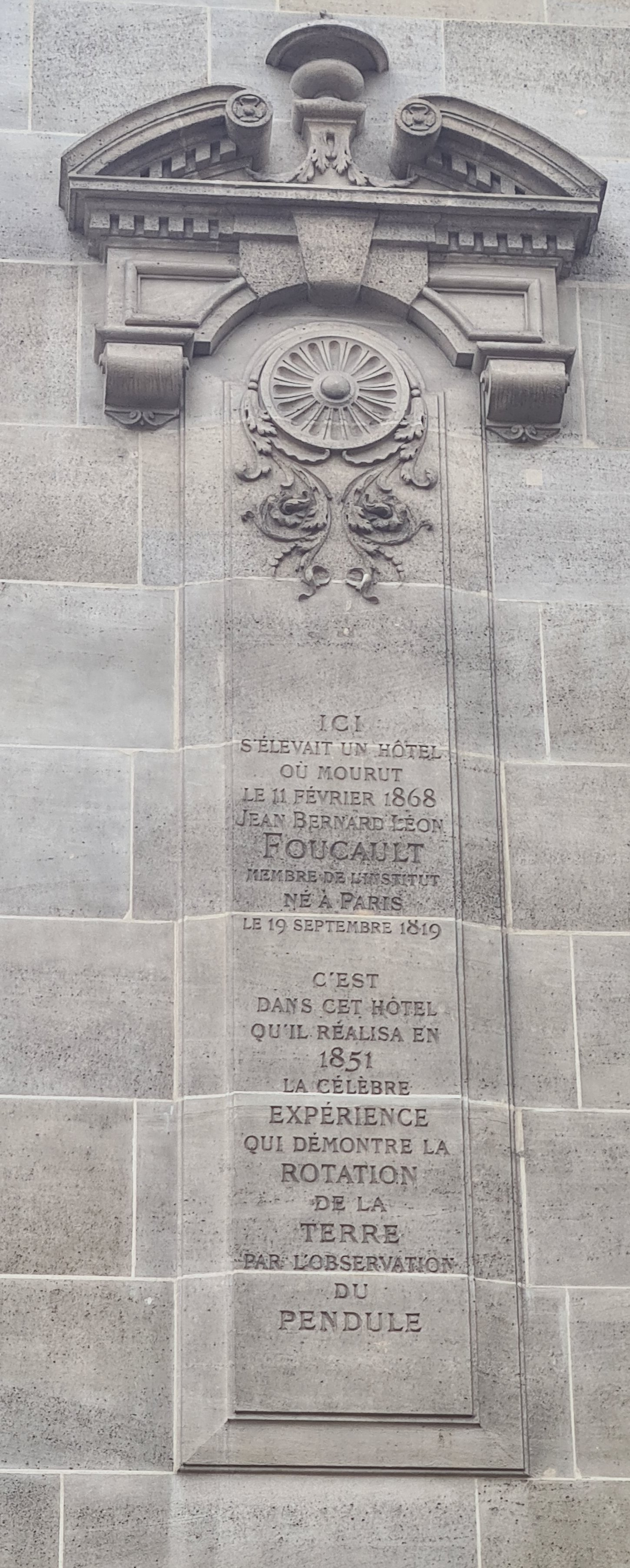
Stèle gravée sur le lieu de la première expérience du pendule (immeuble au carrefour Assas Vaugirard)

La première expérience a lieu le 3 janvier 1851 dans la cave de sa maison située au carrefour des rues d'Assas et de Vaugirard (Paris),. Avec l'aide de François Arago, l'expérience sera renouvelée le 3 février 1851 à l'Observatoire de Paris (l'invitation précisait « Vous êtes invités à venir voir la Terre tourner dans la salle méridienne de l'Observatoire de Paris »). La première démonstration publique date de quelques mois plus tard, toujours en 1851, le pendule étant accroché à la voûte du Panthéon de Paris. L'intérêt du pendule, imaginé et réalisé par Foucault, est de mettre en évidence la rotation de la Terre, manifestée par la déviation constante du plan d'oscillation du pendule.

Un pendule de Foucault au pôle nord. Le pendule oscille dans un plan fixe par rapport aux étoiles alors que dessous, la Terre tourne indépendamment.

A. Animation d'un pendule de Foucault qui serait attaché à la coupole (67 mètres de haut) du Panthéon de Paris (latitude de 48° nord) mais où la vitesse de rotation de la Terre serait très exagérée. Le pendule est tendu (ici à une distance très exagérée de 50 mètres à l'est du centre au lieu de 3 mètres) par une corde qu'on brûle pour le libérer après l'arrêt de toute oscillation du câble. Le pendule se dirige alors vers le centre en prenant de la vitesse (panache de couleur rouge), mais en raison de la rotation de la Terre, la force de Coriolis fait dévier la trajectoire initiale vers le nord. En remontant, le pendule perd de la vitesse et la force de déviation s'atténue également. Il s'arrête donc le long d'une direction qu'il reprend dans l'autre sens. Le point de rebroussement de la trajectoire au sol est visualisé en vert. Au retour, le sens de la vitesse est inversé et le pendule est dévié au sud du centre. Ce centre est visualisé dans l'animation par un poteau central éclairé par le soleil de midi. Une rotation de la Terre s'effectuant beaucoup plus lentement que dans l'animation, ce poteau central devrait être extrêmement fin (de l'ordre du millimètre de diamètre) pour ne pas être heurté. Il ne figure pas au Panthéon. Le pendule s'arrête de nouveau à l'est mais sa position a subi une légère rotation vers le sud. Cette rotation est moindre que la rotation de la Terre durant la même période, comme l'indique la rotation de l'ombre du poteau au sol. La vitesse de rotation du plan principal de rotation est inversement proportionnelle au sinus de la latitude où se trouve le pendule. Dans ce plan principal de rotation, le pendule oscille de part et d'autre en effectuant ainsi une ellipse visualisée en bleu. Voir également l'animation B.

Il ne semble pas que Foucault ait été informé des travaux de Coriolis portant sur les lois de la dynamique dans un référentiel non inertiel, datant de 1832. C'est donc de manière purement empirique qu'il mena son expérience, et seulement après coup que les mécaniciens expliquèrent l'expérience par l'utilisation de la force de Coriolis. Si le principe général fut rapidement expliqué, il fallut attendre bien plus longtemps pour en comprendre toutes les subtilités, notamment avec la thèse de Kamerlingh Onnes en 1879.
Si l'on considère le plan déterminé par :
- le point de fixation du pendule (la voûte du Panthéon de Paris par exemple),
- sa position au repos, donc la verticale du lieu où il est suspendu,
- le point d'où il est lâché sans vitesse initiale (sans vitesse relative locale),

l'expérience met en évidence :
- que le plan d'oscillation du pendule est en rotation autour de l'axe de la verticale du lieu,
- que ce plan d'oscillation tourne dans le sens horaire dans l'hémisphère nord et dans le sens inverse dans l'hémisphère sud,
- que le plan d'oscillation effectue un tour complet en un jour sidéral aux pôles[6] (soit 23 h 56 min 4 s), mais qu'ailleurs la période est plus longue et doit être divisée par le sinus de la latitude[7]. Cette période définit le jour pendulaire. À une latitude de 30°, le jour pendulaire est donc de 2 jours et à 45° de latitude de 1,4 jour. À l'équateur le pendule oscille dans un plan fixe. Une seconde expérience notable[8] qui a eu lieu en fin de cette même année 1851 dans une église de Colombo à Ceylan à une latitude de 6° 56′ 06″ N, donc très proche de l'équateur, a démontré que la loi du sinus de Foucault se vérifiait.

Cette expérience historique, répétée par la suite en de nombreux endroits non sans mal en raison des difficultés de sa mise en oeuvre, a permis de vérifier le bien-fondé des lois du mouvement de Newton.
Pour autant, elle n'est pas la première expérience démontrant la rotation de la Terre sur elle-même. Dès 1672, Jean Richer, envoyé en mission à Cayenne pour étudier l'opposition de Mars, avait observé qu'un pendule bat plus lentement à Cayenne qu'à Paris. Son expérience a permis de mesurer la diminution de la pesanteur due en partie à la force centrifuge elle-même, mais aussi à la plus grande distance entre le lieu de la mesure et le centre de masse de la Terre due au renflement équatorial produit par cette même force.

En 1851, les lâchers du pendule du Panthéon avaient un certain cérémonial. Léon Foucault décrit dans un compte rendu à l'Académie des Sciences la manière dont il procède, après avoir fait des essais dans une cave privée avec un pendule de 2 mètres de long, avec un pendule de 11 mètres accroché dans la salle de la Méridienne à l'Observatoire de Paris : 

« Quand on veut procéder à l’expérience, on commence par annuler la torsion du fil et par faire évanouir les oscillations tournantes de la sphère. Puis, pour l’écarter de sa position d’équilibre, on l’embrasse dans une anse de fil organique dont l’extrémité libre est attachée à un point fixe pris sur la muraille, à une faible hauteur au-dessus du sol… dès qu’on est parvenu à l’amener au repos, on brûle le fil organique en quelque point de sa longueur ; sa ténacité venant alors à faire défaut, il se rompt, l’anse qui circonscrivait la sphère tombe à terre, et le pendule, obéissant à la seule force de la gravité, entre en marche et fournit une longue suite d’oscillations dont le plan ne tarde pas à éprouver un déplacement sensible. »

Aujourd'hui on trouve généralement un mécanisme magnétique qui permet d'entretenir le mouvement car, en raison des frottements de l'air, celui du Panthéon n'oscille que durant 6 heures.
L'expérience du pendule du Panthéon n'était pas suffisamment convaincante pour beaucoup de contemporains, ce qui a poussé Foucault à inventer l'année suivante le gyroscope dont l'axe reste parallèle à une direction fixe par rapport aux astres et cela, quelle que soit la latitude.

## Mise en équation
Pour simplifier, nous supposerons l'amplitude des oscillations suffisamment faible pour admettre que la masse oscillante du pendule se déplace horizontalement. Notons Oxy ce plan horizontal, avec O position de la masse au repos, Ox axe horizontal dirigé vers l'est (et donc tangent au parallèle), et Oy dirigé vers le nord (et donc tangent au méridien). Le troisième axe Oz sera vertical, dirigé vers le haut.

### Cas du pendule simple
Sans tenir compte de la rotation de la Terre par rapport à un référentiel galiléen et dans le cas de petites oscillations, les équations du mouvement sont celles du pendule simple, à savoir :
{\displaystyle \left\{{\begin{matrix}{\ddot {x}}=-\omega ^{2}x\\{\ddot {y}}=-\omega ^{2}y\end{matrix}}\right.}
où ω est la pulsation propre du pendule simple, soit :
{\displaystyle \omega ={\sqrt {g/l}}} où g est l'accélération de la pesanteur et l la longueur du pendule.
À titre d'exemple, si à l'instant t = 0, le pendule passe en O avec la vitesse V0
selon l'axe Ox, alors, la solution à ce système est :
{\displaystyle \left\{{\begin{matrix}x=&{V_{0} \over \omega }\sin(\omega t),\\y=&0.\end{matrix}}\right.}

### Cas du pendule de Foucault
Avec la rotation de la Terre par rapport à un référentiel galiléen, il faut tenir compte des forces induites par la rotation dont tout particulièrement l'accélération de Coriolis. Cette dernière s'écrit {\displaystyle -2\Omega ({\vec {k}}\wedge {\vec {v}})} où {\displaystyle {\vec {v}}} est la vitesse du pendule par rapport à la Terre, {\displaystyle {\vec {k}}} est le vecteur unitaire porté par l'axe de rotation terrestre et Ω la vitesse de rotation angulaire de la Terre (à savoir un tour en un jour sidéral). Cette vitesse de rotation Ω est beaucoup plus faible que la pulsation propre ω du pendule.
Si on se trouve à la latitude θ, alors le vecteur {\displaystyle \Omega {\vec {k}}} se décompose, dans un repère lié au sol, en une composante de valeur {\displaystyle \Omega \sin {\theta }} sur une verticale du lieu et une composante {\displaystyle \Omega \cos {\theta }} dans un plan horizontal dont on peut orienter l'axe des coordonnées y vers le nord pour simplifier. Dans ce repère, le vecteur {\displaystyle \Omega {\vec {k}}} a pour coordonnées {\displaystyle {\begin{pmatrix}0\\\Omega \cos {\theta }\\\Omega \sin {\theta }\end{pmatrix}}}.
Si on note {\displaystyle {\begin{pmatrix}{\dot {x}}\\{\dot {y}}\\{\dot {h}}\end{pmatrix}}} les coordonnées du vecteur {\displaystyle {\vec {v}}}, l'accélération de Coriolis subie par le pendule {\displaystyle -2\Omega ({\vec {k}}\wedge {\vec {v}})} a pour composantes {\displaystyle {\begin{pmatrix}2{\dot {y}}\Omega \sin {\theta }-2{\dot {h}}\Omega \cos {\theta }\\-2{\dot {x}}\Omega \sin {\theta }\\2{\dot {x}}\Omega \cos {\theta }\end{pmatrix}}}.
En négligeant l'influence des déplacements verticaux (h), les équations du mouvement dans le plan Oxy deviennent :
{\displaystyle \left\{{\begin{matrix}{\ddot {x}}=-\omega ^{2}x+2{\dot {y}}\Omega \sin {\theta },\\{\ddot {y}}=-\omega ^{2}y-2{\dot {x}}\Omega \sin {\theta }.\end{matrix}}\right.}
En utilisant la notation complexe {\displaystyle z=x+iy}, le système à résoudre se réduit à l'équation :
{\displaystyle {\ddot {z}}+2i\Omega \sin {\theta }{\dot {z}}+\omega ^{2}z=0.}
Proposons une solution classique de la forme {\displaystyle z(t)=e^{rt}}, on en déduit que le complexe {\displaystyle r} doit vérifier l'équation du second degré : {\displaystyle r^{2}+2i\Omega \sin(\theta )r+\omega ^{2}=0} qui s'écrit aussi : {\displaystyle \left(r+i\Omega \sin(\theta )\right)^{2}-i^{2}\omega ^{2}\left(1+\sin ^{2}(\theta ){\frac {\Omega ^{2}}{\omega ^{2}}}\right)=0.}
En notant {\displaystyle \omega _{0}={\sqrt {\omega ^{2}+\Omega ^{2}\sin ^{2}(\theta )}}}, les deux solutions de l'équation du second degré sont: {\displaystyle r=-i(\Omega \sin(\theta )\pm \omega _{0})} et on peut alors en déduire que la solution générale du système est de la forme:
où {\displaystyle c_{1}} et {\displaystyle c_{2}} sont deux constantes indépendantes, en général complexes, qu'on peut déterminer par deux conditions initiales indépendantes comme, la position du pendule et sa vitesse à la date {\displaystyle t=0} qui conduisent aux deux équations:
{\displaystyle \left\{{\begin{aligned}z(0)=&c_{1}+c_{2}\,,\\{\dot {z}}(0)=&-i\left(\Omega \sin(\theta )z(0)-\omega _{0}(c_{1}-c_{2})\right).\end{aligned}}\right.}
En remplaçant les expressions trouvées pour les deux constantes dans l'équation (1), on peut alors écrire une équation plus aisément interprétable :
Ainsi, si la vitesse initiale {\displaystyle {\dot {z}}_{0}} est nulle et si la position initiale est écartée du point d'équilibre, c'est-à-dire {\displaystyle z_{0}} non nulle, la trajectoire au sol du pendule dans un repère tournant selon une pulsation {\displaystyle \Omega \sin(\theta )} est une ellipse parcourue en une période de {\displaystyle {\frac {2\pi }{\omega _{0}}}}.
Si {\displaystyle {\dot {z}}_{0}} est non nulle mais un imaginaire pur, le mouvement elliptique est perturbé par une oscillation perpendiculaire au plan principal d'oscillation et de même fréquence {\displaystyle \omega _{0}\,}.

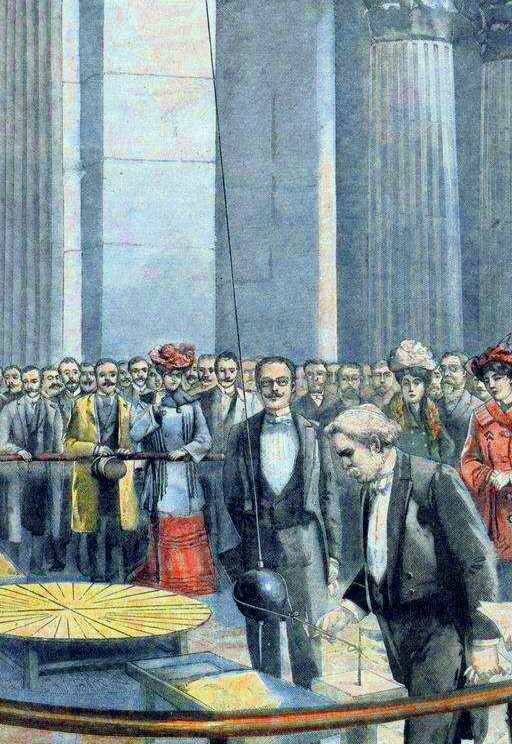
Le pendule est libéré lorsqu'on brûle la corde. La vitesse initiale est donc nulle par rapport à la Terre, mais le pendule ne revient pas exactement dans le même plan mais légèrement décalé démontrant ainsi la rotation de la Terre par rapport aux astres célestes. Au bout d'une heure le public, nombreux en 1902 pour le cinquantenaire, pouvait voir que le plan d'oscillation s'était décalé de 11°.

Examinons alors deux manières de lancer le pendule:
- Supposons que le pendule soit propulsé depuis la position d'équilibre ({\displaystyle z(0)=0}) vers l'est à la vitesse {\displaystyle V_{0}}                  ({\displaystyle {\dot {z}}(0)=V_{0}}) et nous obtenons le mouvement décrit par l'équation :

{\displaystyle z(t)={\frac {V_{0}}{\omega _{0}}}\sin(\omega _{0}t)e^{-i\Omega \sin(\theta )t}.}
L'exponentielle complexe mise en facteur montre que la dynamique du pendule se décompose en un mouvement pendulaire simple (sinusoïdal de pulsation {\displaystyle \omega _{0}}) au sein d'un plan qui tourne lentement en raison de la rotation de la Terre ({\displaystyle \Omega }) mais dont seule la composante verticale en ce lieu, {\displaystyle \Omega \sin(\theta )}, ne[pas clair] compte.
À chaque oscillation, le pendule repasse exactement par sa position de lancement qui est aussi sa position d'équilibre. On ne voit pas comment un tel mouvement peut être initié de manière simple. Dans le cas général, le pendule s'écarte de part et d'autre du plan tournant et ce n'est que par cet artefact de conditions initiales très difficiles à réaliser en pratique que le mouvement pourrait rester dans un plan et osciller au sein de ce plan comme un pendule simple.
- Supposons, comme le fit Foucault, que le pendule soit écarté de sa position d'équilibre par une corde tendue (par exemple vers l'est depuis une position distante de {\displaystyle z_{0}} mètres par rapport à l'équilibre) et qu'on la brûle (voir un détail du lancement lors du cinquantenaire en 1902) afin de libérer le pendule avec une vitesse initiale nulle ({\displaystyle {\dot {z}}_{0}=0}) [10], on obtient la solution suivante :

{\displaystyle z(t)=z_{0}e^{-i\Omega \sin(\theta )t}\left[\cos(\omega _{0}t)+i{\frac {\Omega \sin(\theta )}{\omega _{0}}}\sin(\omega _{0}t)\right]\qquad \qquad (3)}
Il suffit de tracer la courbe paramétrée par la partie réelle (longitude est) et la partie imaginaire (latitude nord) pour obtenir le tracé au sol de couleur verte de l'animation A (cliquer sur l'animation pour lire le programme de tracé en langage Gnuplot correspondant) même si la vitesse de rotation de la Terre est très exagérée (pour une visualisation des phénomènes) et de l'ordre d'une rotation en 110 secondes au lieu d'une rotation par 24 heures.
Si on met une caméra dans le plan d'oscillation du pendule, on obtient l'animation B où le référentiel terrestre tourne. On peut remarquer, contrairement au cas simple examiné précédemment mais qui correspondait à un lâcher difficilement réalisable, que le pendule n'oscille pas rigoureusement dans le plan tournant mais s'en écarte de part et d'autre selon l'ellipse de couleur bleue décrite dans la grande parenthèse de l'équation (3).

B. Pendule de Foucault de 67 mètres lâché au Panthéon de Paris à une distance de 50 mètres à l'est du point d'équilibre avec une vitesse initiale nulle. La vitesse de rotation de la Terre est exagérée (1 tour en 110 secondes), comme aussi l'amplitude d'oscillation. Vue d'une caméra liée au plan d'oscillation.

Il est également possible de voir le même pendule depuis le Soleil, c’est-à-dire depuis une caméra fixe par rapport aux étoiles (animation C).

C. Pendule de Foucault de 67 mètres lâché au Panthéon de Paris à une distance de 50 mètres à l'est du point d'équilibre avec une vitesse initiale nulle. La vitesse de rotation de la Terre est exagérée (1 tour en 110 secondes). Vue d'une caméra liée au Soleil.

Le pendule de Foucault du Panthéon à Paris oscille avec une pulsation propre {\displaystyle \omega _{0}} extrêmement proche de celle du pendule simple {\displaystyle \omega } (les 8 premiers chiffres sont identiques) puisque {\displaystyle \Omega } est très petit devant {\displaystyle \omega }. La période d'oscillation, {\displaystyle T={\frac {2\pi }{\omega }}=2\pi {\sqrt {\frac {l}{g}}}} vaut, si la longueur du fil fait 67 mètres, 16,42 secondes.
Le rapport du petit côté de l'ellipse sur le grand côté a pour expression {\displaystyle {\frac {\Omega \sin(\theta )}{\omega _{0}}}} et est très petit. Le pendule de Foucault oscille donc quasiment dans un plan qui tourne en raison de la rotation de la Terre. Mais le plan n'effectue un tour complet en 24 heures qu'aux pôles. À une latitude {\displaystyle \theta } donnée, la période, {\displaystyle {\frac {2\pi }{\Omega \sin(\theta )}}}, inversement proportionnelle au sinus de cette latitude, est plus longue. Cette période définit le jour pendulaire (pendulum day). Le sinus de 30° valant 1/2, un pendule de Foucault implanté à une latitude de 30° effectuerait un tour complet en 48 heures. La durée d'une rotation complète d'un pendule de Foucault situé à une latitude autre que l'équateur permet ainsi de déterminer cette latitude indépendamment de toute autre mesure. À la latitude nord de 48° 50′ 46″ du Panthéon à Paris, le plan fait un tour complet en T = 31 h 47 min et 16 s ; et, en une heure, il tourne de {\displaystyle -\Omega \sin \left({\frac {(48+52/60)\times 2\pi }{360}}\right)\times {\frac {360^{\circ }}{2\pi }}\times 3600=-11^{\circ }19'\quad }, où {\displaystyle \Omega \approx {\frac {2\pi }{86164}}} est la vitesse de rotation de la Terre sur elle-même, exprimée en radians par seconde, et correspondant à la durée du jour sidéral qui est de 23 heures, 56 minutes et 4 secondes.

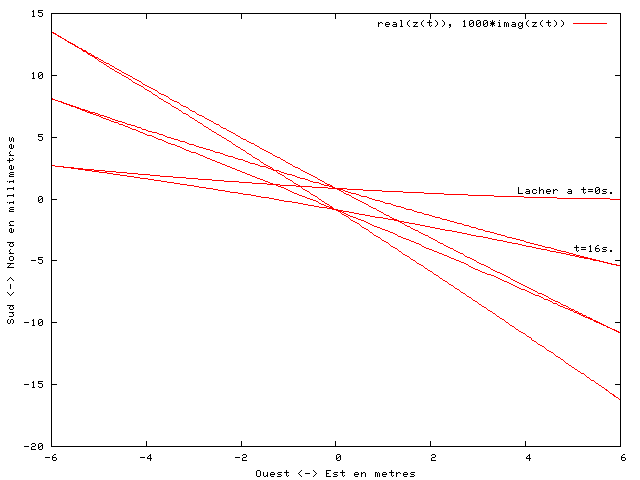
D. Lâcher du pendule de Foucault à 6 mètres à l'est du centre de la coupole du Panthéon à Paris : traces au sol des 3 premières oscillations (longitudes en mètres, latitudes en millimètres)

La figure D, ci-contre, représente les 3 premières oscillations après un lâcher à vitesse nulle à une distance de 6 mètres à l'est du centre de la coupole du Panthéon. Étant donné la faible déviation vers le nord par rapport au déplacement est-ouest du pendule durant ces trois premières oscillations, l'échelle de l'ordonnée (sud-nord) est multipliée par 1000 ce qui correspond à un déplacement en millimètre. La force de Coriolis, perpendiculaire au déplacement et proportionnelle à la vitesse, fait dévier le pendule de son plan d'oscillation initial vers le nord ; elle est maximale lorsque la vitesse est maximale c’est-à-dire lorsque le pendule passe près du point d'équilibre, qu'il dépasse de {\displaystyle z_{0}{\frac {\Omega \sin(\theta )}{\omega _{0}}}=0,86\,\mathrm {mm} } au nord. Le pendule s'arrête au bout d'une demi-période (donc 8,21 secondes) à l'opposé et a encore été dévié vers le nord. Au retour, le sens de la vitesse est inversé et la force de Coriolis fait déplacer le pendule vers le sud. Il passe à 0,86 mm au sud du point d'équilibre puis s'arrête à 5,4 mm au sud du point de lancement à la fin de la période d'oscillation soit après 16,42 secondes : avec un fil assez long respectant la latitude, il est possible de rendre (presque) visible à l’œil le déplacement sur le chemin circulaire entre une période et l'autre (vitesse tangentielle discrétisée), en transformant l'expérience en une démonstration spectaculaire. La vitesse du pendule par rapport à notre repère terrestre étant alors nulle, la force de Coriolis est donc nulle et le pendule repart dans la même direction en effectuant un point de rebroussement.
On remarque sur les figures A, B et C un poteau central éclairé par le Soleil (le lâcher est simulé à midi un jour d'équinoxe) et son ombre portée sur le sol. Si l'extrémité du pendule se terminait par une tige de 0,86 mm de diamètre, le diamètre de ce poteau ne devrait pas excéder lui aussi 0,86 mm pour que ce dernier ne soit pas emporté à la première oscillation. Il semble néanmoins assez irréaliste d'installer un tel poteau, comme une fibre optique, car les fluctuations dues aux imperfections du lancer, aux courants d'air, aux vibrations de toute sorte, etc., semblent beaucoup plus importantes.

## Le pendule: quel système de référence?
Le pendule de Foucault pose la question de la nature du repère qui sert de référence. En effet, tout mouvement est relatif. Si la Terre est en rotation, elle l'est par rapport à quelque chose ; on ne peut pas parler d'un mouvement sans définir un cadre de référence. Dans la physique classique non-relativiste, donc avec métrisation euclidienne (voir l’équation ci-dessus), on fait l'hypothèse que le pendule oscille dans un plan fixe dans le référentiel galiléen (inertiel pour ce qui concerne les rotations).
Les mesures montrent que les étoiles distantes semblent former, en première approximation, un référentiel par rapport auquel le plan d’oscillation du pendule paraît être fixe, donc, en première approximation, le repère galiléen peut être lié aux étoiles distantes, et donc, dans l'équation précédente, la Terre tourne autour de son axe avec {\displaystyle \Omega }, égale à la vitesse de rotation sidérale.
Mais comment est défini exactement ce référentiel ? Qu’a-t-il de particulier pour que le pendule reste fixe par rapport à celui-ci et pas un autre ? Cette question reste toujours sujette à controverse.
Cette question ne posait pas de problème fondamental au temps de Foucault, car il était généralement admis à cette époque qu’il existait un espace absolu, tel que l’avait postulé Newton dans ses Principia Mathematica, par rapport auquel tous les mouvements sont définis, et qui forme donc un référentiel naturel d'oscillation du pendule.
Cette notion d’espace absolu avait été critiquée notamment par Leibniz et d’autres philosophes, mais restait un concept dominant vers la fin du XIXe siècle, d’autant que la découverte alors récente des ondes électromagnétiques par Maxwell semblait impliquer l’existence d’un éther luminifère qui constituait également un repère absolu. À cette époque, le physicien Ernst Mach essaye de nouveau d’apporter une critique de l’espace absolu, et postule le principe de Mach, selon lequel l’inertie des objets matériels est définie par rapport à un référentiel constitué par les masses distantes. Selon ce principe, dans un univers sans aucun objet matériel, l’espace absolu serait inobservable. On n’y sentirait donc aucune accélération ni force centrifuge, et le pendule n’y oscillerait pas selon un plan fixe. Si le principe de Mach est vrai, alors le référentiel d’oscillation du pendule serait le référentiel défini par la distribution de la matière de tout l’univers, et serait donc lié aux étoiles distantes, comme cela est observé.
Au début du XXe siècle, Albert Einstein élabore la théorie de la relativité, guidé en partie par le principe de Mach. Einstein espérait démontrer le principe de Mach à partir des équations de la théorie de la relativité générale. Mais des difficultés théoriques rendaient difficile cette démonstration, et Einstein finit par y renoncer. La théorie de la relativité semble alors en contradiction avec le pendule de Foucault : cette théorie postule qu’il n’existe aucun référentiel privilégié, et pourtant on constate que le pendule de Foucault privilégie un référentiel précis.
Cependant, la théorie de la relativité générale implique l’existence d’une entité, l’espace-temps, qui possède une réelle existence physique, et qui existe indépendamment des masses, même si l’espace-temps est déformé et modelé par elles. L’espace-temps permet donc de définir un référentiel par rapport auquel le pendule ne tourne pas,.
Actuellement, il n’existe pas de preuves que le référentiel du pendule est lié réellement aux masses distantes par le principe de Mach, ou à l’espace-temps. Il existe pourtant une expérience qui permettrait d’apporter des éléments de preuve : la vérification de l’effet Lense-Thirring sur le pendule. Cet effet prévoit que l’espace-temps est (très faiblement) entraîné par la rotation de la Terre, et que celle-ci imprime donc un faible mouvement de rotation à l’espace-temps. Si le pendule est lié à l’espace-temps, comme le prévoit la relativité générale, on devrait observer une dérive du pendule par rapport aux étoiles de l’ordre de grandeur de l’effet Lense-Thirring, et dépendante de la latitude (contrairement à l'effet prédit par Mach, donc une correction de la trajectoire telle qu'elle est calculée en utilisant une métrique euclidienne plate comme fait, par exemple, dans l'équation ci-dessus). Cet effet n’est pas encore mesurable sur un pendule de Foucault par les technologies actuelles, parce que l'accélération de Coriolis {\displaystyle -2\Omega ({\vec {k}}\wedge {\vec {v}})} est trop faible avec les vitesses {\displaystyle {\vec {v}}} des pendules par rapport à la Terre (sont nécessaires des satellites).
Les auteurs restent donc encore partagés sur la définition du référentiel lié au pendule. Certains comme Max Born définissent le référentiel par les masses distantes, d’autres directement par l’espace-temps (Brian Greene ou William Tobin (en)).

## Effets parasites
La mise en évidence de la rotation terrestre par le pendule de Foucault est une expérience très délicate. Le plan d'oscillation du pendule tourne de quelques degrés par heure (maximum, 15° aux pôles). Plusieurs phénomènes risquent de masquer ce que l'on veut mettre en évidence.
- L'amortissement du pendule par le frottement dans l'air : il est proportionnel à la section du pendule, à son volume, et inversement proportionnel à son poids. On choisira donc un objet dense et lourd. Il faut une sphéricité parfaite, un cylindre est parfois plus approprié pour de petites amplitudes.
- L'asymétrie du pendule. Celui-ci doit être parfaitement symétrique pour ne pas dévier. Il ne doit pas non plus pivoter sur lui-même : l'effet Magnus le dévierait de son plan d'oscillation (cependant, il tournera légèrement sur lui-même en raison de sa précession). Il faut aussi veiller au point d'attache.

Le pendule doit être lancé sans composante de vitesse perpendiculaire au plan d'oscillation. Comme il s'agit d'un pendule sphérique, on doit effectuer la correction d'erreur systématique : Victor Puiseux a montré que si le pendule effectuait une ellipse, celle-ci entraînait un effet de précession proportionnelle à son aire et inversement proportionnelle au carré de la longueur du pendule.{\displaystyle \omega _{\text{Puiseux}}={{3 \over 8}.{{a.b} \over {L^{2}}}.\omega _{\text{pendule}}}}. Il faut utiliser un pendule long et le lancer en le lâchant sans vitesse initiale par rapport au laboratoire ; sa trajectoire sera donc légèrement elliptique, mais toute la manipulation sera alors reproductible et l'on pourra corriger les erreurs systématiques.
L'astuce de l'anneau de Charron est peu connue (cf Bulletin de la SAF de novembre 1931) mais pourtant très efficace : on entretient le mouvement du pendule par un électroaimant très pointu et le cylindre est lui-même muni d'une pointe qui vient quasiment en contact de celle de l'électroaimant. Celui-ci est alimenté par un courant continu basse tension haché de la façon suivante : l'anneau de Charron (C) est placé à quelques décimètres du point d'oscillation O (pour une longueur de 1,70 m environ). Quand le fil de suspension métallique touche l'anneau très bien centré, le courant passe, il y a force électromagnétique attractive, donc retard vers la montée mais avance sur la descente. Puis aucune force lorsque le contact est perdu. Puis la symétrie pour l'autre côté. L'astuce consiste à ce que la bobine engendre un retard du courant : il y a donc bien gain global d'énergie. L'amplitude des oscillations (2 degrés environ) est imposée par le bilan énergétique. L'énergie perdue pendant une oscillation, qui croît avec l'amplitude, est exactement compensée par l'énergie fournie par l'électroaimant. Certes la période du pendule est composée de deux mouvements, l'un autour de O, et l'autre autour de (C) (de rayon très petit, 0,5 mm environ). On peut le vérifier par la mesure de T (en effectuant évidemment toutes les corrections qui s'imposent, en particulier fil d'acier maintenu en O par un mandrin cylindrique). L'originalité du système n'est pas qu'il entretienne le pendule, mais que le frottement solide du fil sur l'anneau (C) pendant une partie du mouvement, loin de perturber la précession, est au contraire un très subtil moyen pour supprimer l'influence des conditions initiales de lancement qui sont si critiques. Celui du Palais de la découverte fonctionnait sur ce principe.

## Quelques pendules de Foucault dans le monde
Allemagne
- On peut voir un pendule de Foucault au Deutsches Museum (jusque 2016), ainsi qu'à l'Institut de géophysique de Munich (voir un des liens externes pour une vue en direct sur ce pendule).
- Le département de physique de l'Université de Heidelberg a un pendule de Foucault, filmé en direct par une caméra en ligne.

 Belgique
- Pour célébrer le centenaire de l'expérience de Foucault, un pendule fut installé le 8 mai 1951 sous le dôme du Palais de justice de Bruxelles[17].
- Du 7 au 19 mars 2005 : dans le cadre de 2005 : Année Mondiale de la Physique, un pendule de Foucault de 25 mètres et d'une masse de 42 kilogrammes a été installé dans la collégiale Sainte-Waudru à Mons.
- En 2005, un pendule de Foucault a été installé à Auderghem, Bruxelles, au croisement Avenue de la Houlette/Rue des Pêcheries.
- Du 24 mai au 18 octobre 2009 : dans le cadre de 2009 : Année Mondiale de l'Astronomie, un pendule de Foucault de 13,39 mètres et d'une masse de 42,5 kilogrammes est installé dans la collégiale Saint-Ursmer de Lobbes.
- En novembre 2009, un pendule de Foucault de 36 m et d'une masse de 28,4 kg a été installé dans l'église Saint-André de Liège. Il y avait déjà été installé en 1998. Sa période d'oscillation est de 12 secondes[18].
- Un pendule de Foucault de 25 mètres est installé dans la collégiale Sainte-Waudru de Mons du 1er mars au 3 avril 2011. La masse de la sphère est de 42 kg pour un diamètre de 22 centimètres. Sa période est de 10 secondes.
- Entre le 29 janvier 2015 et le 29 mars 2015, l'université de Mons a réinstallé dans la collégiale Sainte-Waudru de Mons un pendule de Foucault[19],[20].
- Au musée scientifique Technolpolis, à Malines, un pendule de Foucault a été installé pour démonstration (vulgarisation scientifique)[21]

 Burundi
Faisant usage du matériel utilisé par le professeur J. F. Cox et M. J. Brouet, au Palais de Justice de Bruxelles (voir la Belgique), l'expérience a été reproduite à Usumbura (Bujumbura maintenant) situé à 3° 22′ 57″ de latitude sud en 1956 par Georges Serrure, recteur de la préuniversitaire d'Usumbura.
Le déplacement de la direction du plan d'oscillation du pendule était très lent; un tour complet s'effectua en 17 jours environ.
L'expérience a été effectuée dans la cage d'escalier de la Brasserie du Ruanda-Urundi (maintenant Burundi).
 Canada
- En 2005, un pendule de Foucault est installé dans le hall d'honneur du pavillon Roger-Gaudry de l'Université de Montréal. Un poids de 10 kg oscille au bout d’une corde à piano de 8 m de longueur[23].

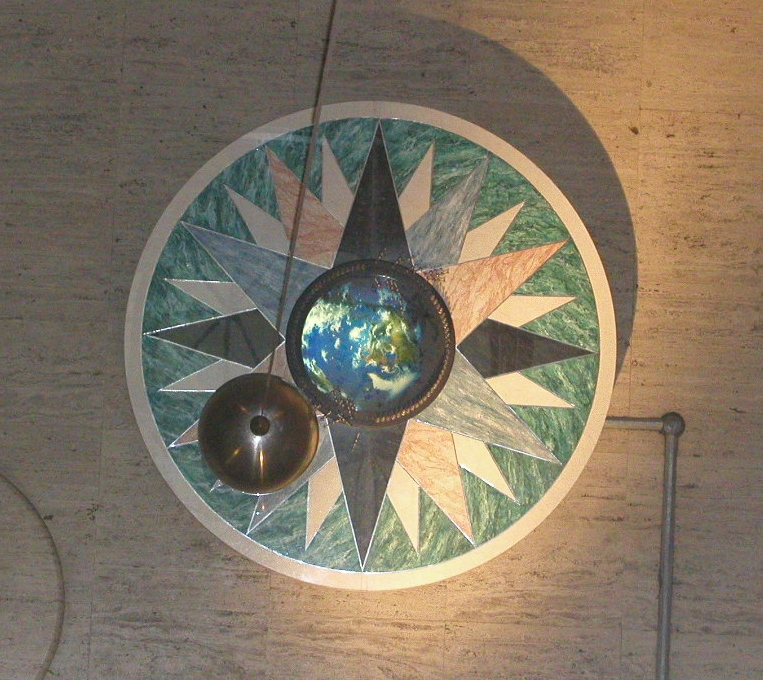
Pendule de Foucault du Franklin Institute de Philadelphie.

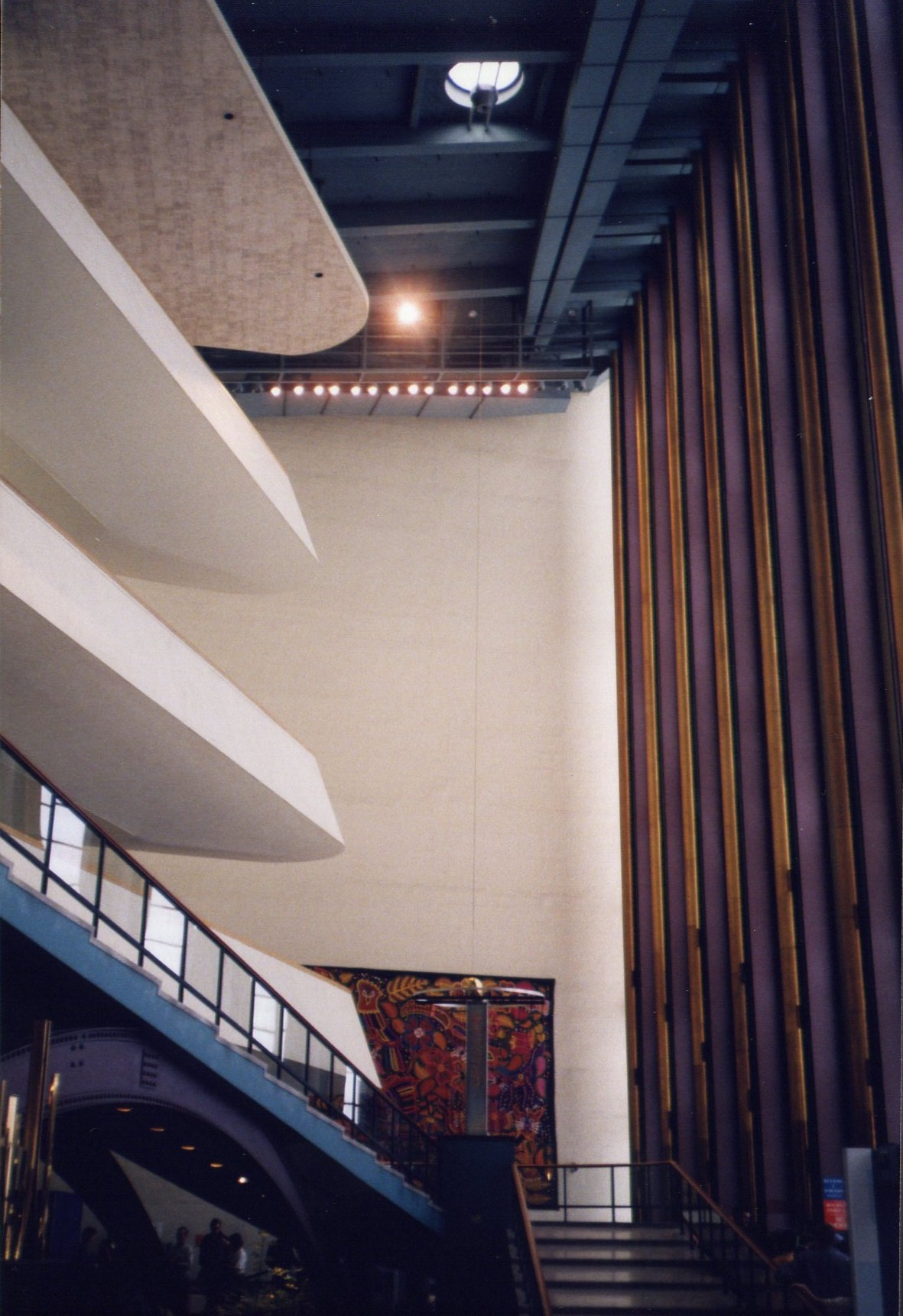
Pendule de Foucault du Siège des Nations unies à New York

- Un pendule de Foucault est installé en 2008 à l'École de technologie supérieure à Montréal.
- Un pendule est également installé dans l'édifice Herzberg de l'Université Carleton, à Ottawa.

 Espagne
- Un pendule de Foucault est installé à la Cité des arts et des sciences de Valence.
- Un pendule de Foucault est installé à la CosmoCaixa à Barcelone.
- Un pendule de Foucault est installé au Parque de las Ciencias de Grenade.
- Un pendule de Foucault est installé au musée des sciences de Saint-Sébastien.

 États-Unis
- Un pendule de Foucault est installé au siège des Nations unies à New York. La sphère est plaquée or et pèse 90 kg. Elle est suspendue à 23 mètres au-dessus d'un anneau métallique de 2 mètres de diamètre et surélevé de 2 mètres par rapport au plancher. On peut lire dessus un message de la reine Juliana des Pays-Bas : « C'est un privilège que de vivre aujourd'hui et demain. »[24].
- Un pendule de Foucault est installé au Musée des Sciences naturelles de Houston. Il accueille le visiteur à l'entrée du hall des dinosaures, le plus grand des États-Unis.
- Un pendule de Foucault est présent à l'Académie des Sciences de Californie situé dans le Golden Gate Park de San Francisco.
- Un pendule de Foucault est aussi présent à Los Angeles, dans l'observatoire Griffith Park.

 France

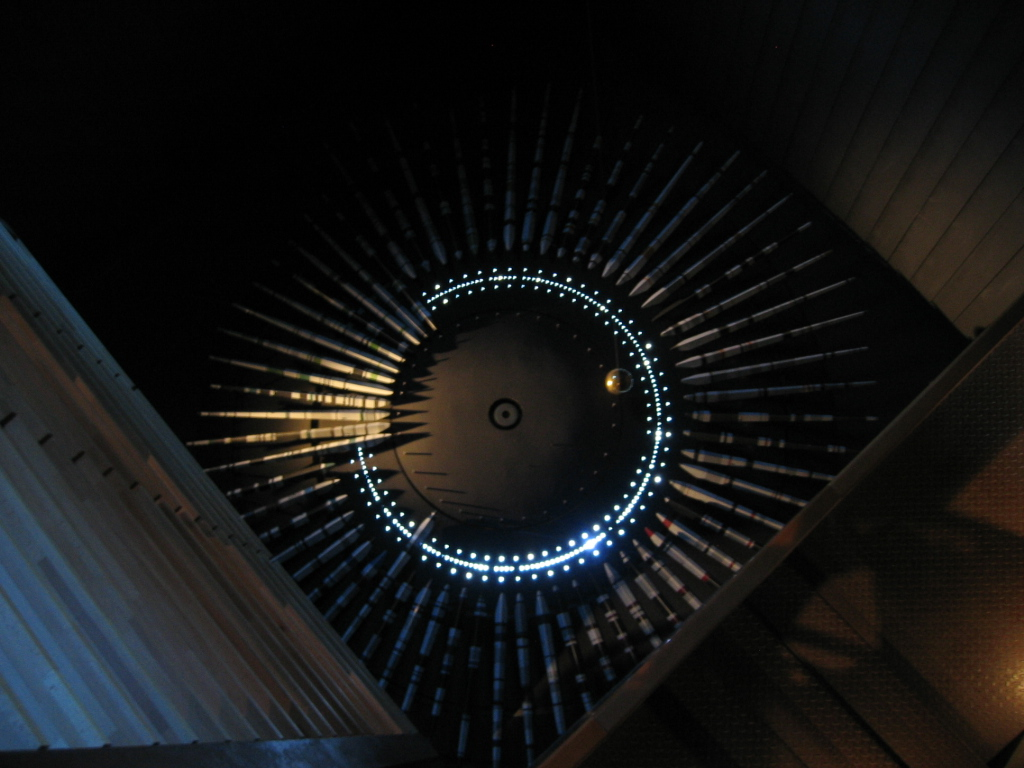
Pendule de Foucault du Musée du Temps de Besançon.

Le pendule que Foucault a installé au Panthéon de Paris en 1851 mesurait 67 mètres et portait une masse (laiton/plomb) de 28,3 kilogrammes. Foucault avait fait réaliser le matériel par l'ingénieur mécanicien Paul-Gustave Froment. Une fois lancé, ce pendule oscillait pendant 6 h. La période (aller-retour) était de 16,5 s ; le pendule déviait de 11° par heure. La sphère de ce pendule est réutilisée dans le pendule de Foucault installé au Musée des arts et métiers de Paris. En 1902, Camille Flammarion a renouvelé l'expérience au Panthéon.
Le pendule a été réinstallé sous la coupole du Panthéon en 1995, constituant une attraction très appréciée des visiteurs. Démonté pendant les travaux de restauration du Panthéon, il a été remis en mouvement, après restauration, par la Société Bodet, le 15 septembre 2015.
Un accident a provoqué la chute du pendule original au Musée des arts et métiers le 6 avril 2010. La sphère de 28,3 kilogrammes, cabossée, devenue irrécupérable a été conservée dans les réserves du musée en Seine-Saint-Denis avant de rejoindre le musée pour être exposée en vitrine. Une copie a été installée à la place.
- Un pendule de Foucault est installé au Palais de la découverte de Paris, et des exposés (en français) lui sont consacrés chaque jour.
- Un pendule de Foucault est installé dans l'église de Lapte en Haute-Loire. Il pèse 80 kg et mesure 16 mètres de hauteur. Il est le seul installé dans une église en fonction.
- Du 26 au 28 mai 2005 en la cathédrale Sainte-Marie d'Auch, le pendule installé faisait 25 m de long pour une masse de 20 kg.
- Musée du Temps Besançon (diamètre de 4,50 m au sol et un pendule suspendu à 13,11 m). La période du pendule est de 7,3 s et sa rotation complète s'effectue en 32 h 36 min[30]
- Un pendule de Foucault est installé au lycée polyvalent Galilée de Gennevilliers (Hauts-de-Seine) depuis la construction du nouveau lycée.
- Un pendule de Foucault est installé au lycée La Martinière Diderot à Lyon. Il est mis en place pour les portes ouvertes de ce Lycée. Il mesure 20 mètres de hauteur.
- Un pendule de Foucault a été installé en 2008 au lycée Denis-Diderot à Marseille, et mesure 17 mètres de hauteur et porte une masse de 16 kilogrammes. Une fois lancé, ce pendule oscille pendant 3 h. La période (aller-retour) est de 8,4 s. Le pendule dévie de 10° par heure.
- Un pendule est installé depuis 2014 à l'école de la deuxième chance de Marseille.
- Un pendule de Foucault est installé en extérieur au pavillon des Sciences à Montbéliard.
- Un pendule de Foucault est installé à la Faculté de Physique et D'Ingénierie de Strasbourg.
- Un pendule de Foucault est installé au lycée Gérard de Nerval à Noisiel.
- Un pendule de Foucault est installé à l'entrée du bâtiment principal de l'Observatoire de Toulouse sur la colline de Jolimont. Il a été inauguré le 12 juillet 2010 à l'occasion des 100 ans de la Société d'astronomie populaire (SAP) de Toulouse.-
- Un pendule de Foucault est installé à l'Hôtel de la Région Grand-Est, à Metz.
- Un pendule de Foucault est installé à la Bibliothèque Universitaire de l'Université du Havre depuis 2017. Il mesure 20 mètres de hauteur[31].
- Un pendule de Foucault est installé dans l'église d'Evran depuis juin 2019. Il mesure 12,80 m de haut et a une masse de 47 kg. Ce pendule de Foucault a été précédemment installé à Villeneuve d'Ascq, Toulouse, Rennes[32], Brest ...
- Fin janvier 2021, un pendule fut installé dans l'ancienne manufacture des tabacs à Morlaix en lieu et place du futur Espace des sciences, en cours d'aménagement. La hauteur sous plafond a permis d'en installer un de 11,83 mètres[33].
- Un pendule de Foucault de 14 mètres, réalisé par le GIPSA-Lab et le LEGI et construit par MAC2, est installé au centre de sciences Cosmocité, ouvert en 2023, à Pont-de-Claix.
- le 18 mai 2024, un pendule de Foucault, réalisé par l'IMT Nord Europe à Douai, a été lancé dans la chapelle du musée de la Chartreuse de Douai, à l'occasion de la nuit des musées. Le fil mesure 16,50 m.

 Hongrie
Il existe actuellement plus de 30 pendules de Foucault en Hongrie. Le premier pendule de ce type a été fabriqué en 1880 par Adolf Kunc à Szombathely.
 Israël
- Un pendule de Foucault est suspendu dans l'aile ouest (bâtiment Ilan Ramon Youth Physics Center) de la Faculté de Physique de l'université Ben Gurion[35]. En Israël, le pendule fait une rotation complète en 45 h.

 Italie
- Depuis 1999, un pendule de Foucault est installé au Département de physique de l'université de Cagliari.
- Depuis le 1er février 2006, un pendule de Foucault est installé au Palazzo della Ragione de Padoue.
- Un pendule de Foucault est installé au Lycée scientifique « Galileo Galilei » de Sienne. La corde est longue de 19 m, la masse de la sphère est de 36 kg et la période de rotation est de 35 heures.

 Japon
- Un pendule de Foucault est installé depuis 1934 au Musée national de la nature et des sciences de Tokyo.
- Un pendule de Foucault de 25 m est installé dans le temple Fukusai-ji de Nagasaki.
- Un pendule de Foucault est installé au Tokyo DisneySea dans la « Fortress Explorations » nommé le Pendule Tower.

 Liechtenstein
Le premier pendule de Foucault a été installé en 2017 dans la cage d'escalier du groupe scolaire SZM1 de Vaduz, intégré dans une œuvre d'art de Ferdinand Gehr.
 Lituanie
Un pendule se trouve dans le clocher de l'église Saint Jean (université) de Vilnius.
 Luxembourg
Un pendule se trouvait dans le bâtiment des sciences de la Faculté de droit, d'économie et de finance de l'université du Luxembourg au Grand-duché de Luxembourg. Celui-ci est actuellement démonté.
 Norvège
- Un pendule de Foucault est installé à l'Institut de physique à l'université d'Oslo.
- Un pendule de Foucault est installé à l'université norvégienne de sciences et de technologie de Trondheim.

 Pologne
- Un pendule de Foucault est installé au Musée des Sciences Copernic (Centrum Nauki Kopernik) à Varsovie

 République tchèque
- Un pendule de Foucault est installé dans la rotonde du Jardin des Fleurs de la ville de Kroměříž.

 Royaume-Uni
- Un pendule de Foucault est installé au Science Museum de Londres.

 Russie
- Un pendule de Foucault a été installé de 1931 à 1986 dans la Cathédrale Saint-Isaac de Saint-Pétersbourg.

 Suède
- Un pendule de Foucault est installé dans la faculté de sciences naturelles de l'Université d'Uppsala, dans la maison 10 du bâtiment Ångströmlaboratoriet.

- Un pendule de Foucault est présent dans une cage d'escalier du bâtiment de physique de l'école de Chalmers, à Goteborg.

 Suisse
- Un pendule de Foucault est installé depuis 1993 dans la cour du Séminaire du lycée cantonal de Porrentruy. Ce pendule est inséré dans une tour métallique. La sphère pèse environ 10 kg et est fixée à un fil d'acier de 9,81 m. Ce pendule a été érigé à l'occasion du 400e anniversaire de l'ancien collège des Jésuites et appartient au Musée jurassien des Sciences naturelles.
- Une vingtaine de pendules de Foucault de très petites dimensions (12 à 100 cm), ont été réalisés par Marcel Bétrisey et certains sont exposés dans son atelier de Sion[37]. L'un d'entre eux, le MiniFoucault, est le plus court pendule public fonctionnant en permanence. Il est installé à la Grenette, à Sion.
- Un pendule de Foucault entretenu de 20 mètres est installé depuis 1995 dans le tour de la Haute École d'ingénierie et de gestion du canton de Vaud (HEIG-VD).

 Tunisie
- Un pendule de Foucault est installé à la Cité des sciences de Tunis.

## Modèles de pendule de Foucault
|  |  |  |

### Textes historiques
- Foucault, Démonstration physique du mouvement de rotation de la Terre au moyen du pendule, Comptes Rendus des Séances de l'Académie des Sciences (1851), Paris, 32, 135-138.
- Binet J., Note sur le mouvement du pendule simple en ayant égard à l'influence de la rotation diurne de la Terre, Comptes Rendus des Séances de l'Académie des Sciences (1851), Paris, 32, 157-159, 160, 197-205.
- Poinsot L., Remarques sur l'ingénieuse expérience imaginée par M. Léon Foucault pour rendre sensible le mouvement de rotation de la Terre, Comptes Rendus des Séances de l'Académie des Sciences (1851), Paris, 32, 206-207.
- Antinori, Anciennes observations faites par les membres de l'académie del Cimento sur la marche du pendule, Comptes Rendus des Séances de l'Académie des Sciences (1851), Paris, 32, 635-636.
- Poncelet, Nouvel examen de la question relative aux oscillations tournantes du pendule à libre suspension, et ayant égard à l'influence de la rotation de la Terre, Comptes Rendus des Séances de l'Académie des Sciences (1860), Paris, 51, 467-476, 511-524.
- Serret J.-A., Le pendule de Léon Foucault, Comptes Rendus des Séances de l'Académie des Sciences (1872), Paris, 74, 269-276.
- Gilbert Ph., Les preuves mécaniques de la rotation de la Terre, Bulletin des Sciences Mathématiques, rédigé par M. Darboux. Paris. 6, (1882), 205-223.
- «Le pendule de Foucault ; Mémoire de 1851 et autres textes» ; Éditions Nielrow ; Dijon 2019 ;  (ISBN 978-2490446117)